# NGC 6827
NGC 6827 ist ein offener Sternhaufen vom Trumpler-Typ I3m im Sternbild Fuchs.
Entdeckt wurde das Objekt am 16. Oktober 1878 von Edouard Stephan.